# Jacques d'Albon de Saint-André
Jacques d'Albon de Saint-André, född omkring 1505, död 1562, var en fransk krigare.
Saint-André tillhörde sedan 1536 dauphin Henriks hov och hade stort inflytande över denne. Efter Henriks tronbestigning (1547) utnämndes han till marskalk av Frankrike och guvernör i Lyon; han deltog från 1552 i kriget mot kejsaren och visade därvid stor tapperhet. År 1557 blev han tillfångatagen vid Saint-Quentin, men frigavs året därpå. Då han efter Henriks död (1559) kände sin ställning hotad, fann han ett ryggstöd i det "triumvirat", som han 1561 slöt med Montmorency och Frans av Guise till katolikernas skydd. Året därpå började de så kallade hugenottkrigen; i slaget vid Dreux (1562) blev Saint-André tillfångatagen och dog kort därefter för en personlig fiendes hand.